# Memecylon cinereum
Memecylon cinereum är en tvåhjärtbladig växtart som beskrevs av George King. Memecylon cinereum ingår i släktet Memecylon och familjen Melastomataceae. IUCN kategoriserar arten globalt som sårbar. Inga underarter finns listade i Catalogue of Life.